# جایزه گرمی بهترین هنرمند جدید
جایزه گرمی برای بهترین هنرمند جدید از سال ۱۹۵۹ اعطا شده است. این جایزه در سال ۱۹۶۷ اهدا نشد. این جایزه یکی از چهار جایزه اصلی این مراسم است. در سال ۲۰۰۷ این جایزه متعلق به کری آندروود، در سال ۲۰۰۸ به امی واینهاوس، در سال ۲۰۰۹ به ادل، در سال ۲۰۱۰ به زک براون باند، در سال ۲۰۱۱ به اسپرانسا اسپالدینگ و در سال ۲۰۱۲ به بون ایور بوده است. در سال ۲۰۱۶ مگان ترینور موفق به دریافت این جایزه شد. در سال ۲۰۲۵ چپل رون برنده این جایزه شد.

## دریافت‌کنندگان

### دههٔ ۲۰۱۰
| سال[I] | تصویر | دریافت‌کننده             | نامزدها                                                                                    | منا.  |
| ------ | ----- | ----------------------- | ------------------------------------------------------------------------------------------ | ----- |
| ۲۰۱۰   |       | زک براون بند            | - کری هیلسون - ام‌جی‌ام‌تی - Silversun Pickups - تینگ تینگز                                   | [ ۱ ] |
| ۲۰۱۱   |       | اسپرانزا اسپالدینگ      | - جاستین بیبر - دریک - فلورنس اند د مشین - مامفرد اند سانز                                 | [ ۲ ] |
| ۲۰۱۲   |       | بون ایور                | - The Band Perry - جی. کول - نیکی میناژ - اسکریلکس                                         | [ ۳ ] |
| ۲۰۱۳   |       | فان                     | - آلاباما شیکس - هانتر هیز - لومینرس - فرانک اوشن                                          | [ ۴ ] |
| ۲۰۱۴   |       | Macklemore & Ryan Lewis | - جیمز بلیک - کندریک لمار - کیسی ماسگریوز - اد شیرن                                        | [ ۴ ] |
| ۲۰۱۵   |       | سم اسمیت                | - ایگی آزیلیا - باستیل - Brandy Clark - هایم                                               | [ ۵ ] |
| ۲۰۱۶   |       | مگان ترینر              | - کورتنی بارنت - جیمز بی - سم هانت - توری کلی                                              | [ ۴ ] |
| ۲۰۱۷   |       | چنس د رپر               | - کلسی بالرینی - د چینسموکرز - مارن موریس - اندرسون پاک                                    | [ ۶ ] |
| ۲۰۱۸   |       | آلیسیا کارا             | - خالید - لیل اوزی ورت - جولیا مایکلز - سیزا                                               | [ ۷ ] |
| ۲۰۱۹   |       | دوآ لیپا                | - کلوئی ایکس هلی - لوک کومز - Greta Van Fleet - هر - Margo Price - بی‌بی رکسا - جورجا اسمیت | [ ۸ ] |

### دهه ۲۰۰۰
| سال[I] | تصویر | دریافت‌کننده     | نامزدها | منا.   |
| ------ | ----- | --------------- | --- | ------ |
| ۲۰۲۰   |       | بیلی آیلیش      | - Black Pumas - مگی راجرز - لیل ناز اکس - لیزو - روسالیا - Tank and the Bangas - Yola                                        | [ ۹ ]  |
| ۲۰۲۱   |       | مگان د استالین  | - اینگرید آندرس - فیبی بریجرز - Chika - نوآ سایرس - D Smoke - دوجا کت - Kaytranada                                           | [ ۱۰ ] |
| ۲۰۲۲   |       | اولیویا رودریگو | - عروج آفتاب - Jimmie Allen - Baby Keem - فینیس اوکانل - گلس انیمالز - Japanese Breakfast - د کید لروی - Arlo Parks - سوئیتی | [ ۱۱ ] |
| ۲۰۲۳   |       | سامارا جوی      | - آنیتا - عمر آپولو - Domi & JD Beck - لاتو - منسکین - مانی لانگ - Tobe Nwigwe - Molly Tuttle - وت لگ                        | [ ۱۲ ] |
| ۲۰۲۴   |       | ویکتوریا مونه   | - گریسی آبرامز - Fred Again - آیس اسپایس - جلی رول - Coco Jones - Noah Kahan - The War and Treaty                            | [ ۱۳ ] |
| ۲۰۲۵   |       | چپل رون         | - بنسون بون - سابرینا کارپنتر - دوچی - کرونگبین - ری - Shaboozey - Teddy Swims                                               | [ ۱۴ ] |